# 6:2-Fluortelomerphosphatdiester
6:2-Fluortelomerphosphatdiester (6:2-diPAP) ist eine chemische Verbindung, die zur Gruppe der Fluortelomerphosphatdiester innerhalb der per- und polyfluorierten Alkylverbindungen (PFAS) gehört.

## Gewinnung und Darstellung
6:2-diPAP wird mittels Fluortelomerisierung hergestellt, von dem sich auch der Name ableitet.

## Verwendung
Mittels 6:2-diPAP und anderen Fluortelomerphosphatdiestern werden Verbraucherprodukte wie Papier-Lebensmittelverpackungen ausgerüstet, um ihnen öl-, fett- und wasserabweisende Eigenschaften zu verleihen. Zudem wurden sie als Antischaummittel in Pestizidformulierungen eingesetzt.
6:2-diPAP wurde beispielsweise in Toilettenpapier gefunden.

## Umweltverhalten
In Regenwürmern erfolgt die Biotransformation von 6:2-diPAP primär zur Perfluorhexansäure (PFHxA). Daneben werden auch die Perfluorpentansäure (PFPeA) und die Perfluorheptansäure (PFHpA) gebildet. In Böden wurde zusätzlich die Entstehung der Perfluorbutansäure (PFBA) festgestellt. Durch Hydrolyse entsteht 6:2-monoPAP und 6:2-FTOH. Persistente Endprodukte sind kurzkettige Perfluorcarbonsäuren.
In Deutschland wurde 6:2-diPAP in Proben aus der Umweltprobenbank des Bundes aus dem Zeitraum 1995–2020 untersucht.